# 阿尔楚尔帕米尔
阿尔楚尔帕米尔（Alichur Pamir）是帕米尔的八帕之一，位于塔吉克斯坦的戈尔诺-巴达赫尚自治州的中东部的阿尔楚尔河谷。北侧为北阿尔楚尔山脉，南侧为南阿尔楚尔山脉。阿尔楚尔河向西注入叶什勒池，叶什勒池的湖水向西流出成为贡特河，最后在戈爾諾-巴達赫尚自治州首府霍罗格注入了喷赤河。叶什勒池的湖水出口处建有“帕米尔1号水电站”，装机容量1.4万千瓦。